# Väsby Wildhogs
Väsby Hogs är en supporterklubb för Väsby IK Hockey. Bildad 2001 av Johnny Hässelbäck och Hans Lundegren och blev 2005 en förening.
På förfrågan att få använda loggan med galten/grisen på som blivit en del av Väsby hockey nu så bestämdes att klacken skulle heta Wildhogs,när Johnny och Hasse senare drog sig tillbaka och andra tog över i styrelsen eller startade en mer riktig styrelse så döptes hemsidan till Väsby Hogs,men namnet Wildhogs lever vidare tillsammans med Väsby hogs.